# 掛川市立中央小学校
掛川市立中央小学校（かけがわしりつ ちゅうおうしょうがっこう）は、静岡県掛川市下俣にある公立小学校。単に「中央小」と呼ばれる。

## 概要
掛川市立西南郷小学校を前身とし、掛川市立第一小学校との分離統合により昭和39年（1964年）に設立された。
明治7年（1874年）に弘法寺に開学した時習舎に起源を持つ。

## 沿革
- 1964年（昭和39年）
  - 4月1日 -  学校規模の適正化を目的として、西南郷小学校と第一小学校の分離統合により、西南郷小学校地に校舎を増築し中央小学校を設置。
  - 4月6日 - 開校式挙行。シンボル「風を受けて立つ子ら」。
  - 8月5日 - プール竣工式挙行。
- 1966年（昭和41年）3月5日 - 校旗・校歌発表披露。
- 1968年（昭和43年）4月1日 - 特殊学級（精神薄弱児学級）開設。
- 1973年（昭和48年）11月12日 - 10周年記念行事として校門周辺と玄関脇の造園整備。
- 1976年（昭和51年）4月1日 - 特殊学級（情緒障害児学級）開設。
- 1983年（昭和58年）3月24日 - 屋内運動場落成式挙行。中央小地域生涯学習センターも同時落成。
- 1984年（昭和59年）1月24日 - 創立20周年記念行事挙行。記念誌作成し、石碑建立。
- 1987年（昭和62年）3月31日 - 新南校舎竣工、屋外集会場完成。
- 1989年（平成元年）2月10日 - 開校25周年記念式典挙行。
- 1992年（平成4年）3月30日 - 小プール建設工事完了。
- 1993年（平成5年）2月2日 - 校章旗掲揚塔設置。
- 1994年（平成6年）3月8日 - 開校30周年記念集会実施（創立30周年記念航空写真配布）。
- 1999年（平成11年）2月20日 - 創立35周年記念中央小応援歌（作曲:パッパラー河合）発表会。
- 2003年（平成15年）9月1日 - 創立40周年記念遊具、タイヤ遊具、一輪車練習平行棒設置。
- 2004年（平成16年）3月18日 - 運動場国旗掲揚塔改築。
- 2009年（平成21年）
  - 2月26日 - 体育館ステージ袖幕取り替え工事。
  - 2月27日 - 南校舎1階廊下照明取り替え工事。
  - 3月27日 - 各校舎1階洋式トイレ設置工事。
  - 8月11日 - 北駐車場排水路工事。
- 2010年（平成22年）
  - 7月12日 - 南校舎2階教室扇風機取付工事。
  - 10月15日 - 南校舎屋上ソーラーパネル設置。
- 2011年（平成23年）
  - 3月12日 - 正門門扉設置及び塗装工事。
  - 3月31日 - 南校舎2階多目的ホールリフォーム工事(Eルーム・少人数教室)。
  - 6月22日 - 南校舎3階教室扇風機取付工事。
- 2013年（平成25年）12月7日 - 創立50周年記念式典挙行。
- 2016年（平成28年）7月15日 - 新校舎建設起工式。
- 2017年（平成29年）8月23日 - 新校舎落成式。
- 2018年（平成30年）
  - 8月27日 - 新運動場改修完了。
  - 9月3日 - 運動場屋外トイレ完成。
  - 9月6日 - 新運動場完成記念講演会（講師にパラ陸上選手である山本篤を迎えた）開催。
- 2019年（令和元年）6月10日 - 全普通教室エアコン設置完了し、運転開始。
- 2021年（令和3年）
  - 1月24日 - 全普通教室廊下に、児童一人1端末用充電保管庫設置。
  - 2月3日 - GIGAスクール構想により、校内ネットワーク工事完了。

### この節の出典
- 学校沿革（中央小学校ホームページ内） (PDF)

## 学校周辺
- 南に小笠山北山麓を抱え、北西に逆川が流れる。これらは校歌にも歌われている。
- 校名が「中央」であるが、市中心部のやや西側の区域を学区とする。
- 東西に横断する国道一号線、葛川下俣線（旧東海道）、掛川駅梅橋線などの沿道に商店街や各種商業施設が建ち並ぶ他は基本的に住宅地である。
- 東海道本線、東海道新幹線、天竜浜名湖線、少し離れて東名高速道路が平行し横断する。
- 並走する鉄道三路線と交わる南北方向の道路は一部立体交差（アンダーパス）しているものの、交通量に比べ狭く少ないため、やや不便である。

## 学区
掛川市の行政区分における第三地区、第四地区、西南郷地区を学区とする。概ね、線路以北逆川以南が第三地区、逆川以北が第四地区、線路以南が西南郷地区である。西南郷地区は隣接する南郷地区と併せて駅南と呼ばれる。
- 第三地区
  - 研屋町
  - 中央一丁目
  - 西町
  - 瓦町
  - 十王

- 下俣町
- 中央二丁目
- 十九首
- 小鷹町
- 中央三丁目
- 中央高町

- 第四地区
  - 城西

- 西南郷地区
  - 神代地
  - 亀の甲
  - 久保
  - 下俣南
  - 結縁寺

### 隣接学区
- 東 : 第一小学校
- 西 : 第二小学校
- 北 : 城北小学校
- 南 : 上内田小学校

第二小学校、曽我小学校と共に、西中学校の校区である。

## アクセス
- 掛川市自主運行バス市街地循環線（南回り）で、「中央小学校前」バス停下車後、徒歩約140m・約2分（バス停から学校敷地は接するが、校門までは少し歩く）。
- JR東海道新幹線・東海道線、天竜浜名湖鉄道掛川駅（北口）から、
  - 上述の市街地循環線で、「中央小学校前」バス停まで36分、下車後徒歩。
  - 徒歩で約1km・約15分。
    - なお、掛川市自主運行バス市街地循環線は片方向の運行の為、掛川駅からは徒歩移動が早い。

## 備考
同市内に掛川市立中小学校（かけがわしりつなかしょうがっこう）と類似する名称の小学校が存在するため、注意が必要。こちらは旧小笠郡中村（旧大東町の一部）に由来する。